# Obława (film 1966)
Obława (ang. The Chase) – thriller z 1966 roku w reżyserii Arthura Penna na podstawie sztuki Hortona Foote’a.

## Obsada
- Marlon Brando jako szeryf Calder
- Jane Fonda jako Anna Reeves
- Robert Redford jako Charles „Bubber” Reeves
- James Fox jako Jason „Jake” Rogers
- E.G. Marshall jako Val Rogers
- Angie Dickinson jako Ruby Calder
- Miriam Hopkins jako pani Reeves
- Martha Hyer jako Mary Fuller
- Richard Bradford jako Damon Fuller
- Robert Duvall jako Edwin Stewart
- Janice Rule jako Emily Stewart
- Grady Sutton jako Gość na przyjęciu (niewymieniony w czołówce)
- Eduardo Ciannelli jako pan Siftifieus (niewymieniony w czołówce)
- Ken Renard jako Sam
- Diana Hyland jako Elizabeth Rogers

## Fabuła
Z teksańskiego więzienia ucieka Charles „Bubber” Reeves (Robert Redford) w towarzystwie innego więźnia. Zatrzymują na drodze samochód. Towarzyszący mu kumpel zabija kierowcę i ucieka.
Wieść o zabójstwie szybko obiega rodzinną okolicę Charlesa. Val Rogers, miejscowy potentat obchodzi właśnie swoje urodziny, zaproszeni goście na wieść o zbrodni postanawiają na własną rękę wymierzyć sprawiedliwość. Szeryfowi nie udaje się powstrzymać pałającego zemstą tłumu. Bubber z ledwością uchodzi z życiem i ukrywa się. Prosi Murzyna Lestera, aby zawiadomił jego żonę, niestety nie wie, że ona ma romans z synem Rogersa.
Wiadomość o tym wydarzeniu dociera do jego rodzinnego miasteczka. Syn Vala Rogersa (E.G. Marshall), potentata naftowego, Jason „Jake” Rogers (James Fox), jest tym zaniepokojony, ponieważ ma romans z piękną żoną Charlesa Anną (Jane Fonda). Rogers przy wsparciu wielu mieszkańców oskarża Bubbera o morderstwo, którego nie popełnił. W obronie niewinnego uciekiniera staje jedynie szeryf Calder (Marlon Brando). Mieszkańcy miasteczka zamierzają zlinczować podejrzanego o morderstwo Bubbera.